# International Economic Association
La 'International Economic Association és una organització no governamental que va ser fundada en 1950, sota l'auspici del Departament de Ciències Socials de la UNESCO. Des de la seva creació ha mantingut relacions consultives amb la UNESCO i des de 1973 és un membre federat del International Social Science Council
L'objectiu de la IEA des del principi ha estat promoure contactes personals i un enteniment mutu entre economistes de diferents parts del món mitjançant l'organització de reunions científiques, programes de recerca comunes i la publicació de continguts de caràcter internacional sobre problemes d'actual importància.

## Organització
La IEA té principalment dos cos principals: Consell i Comitè Executiu

### Consell
La IEA està regulada per l'un Consell, compost pels representants de les associacions membre. El Consell es reuneix cada tres anys per revisar la política general de l'Associació i triar al president i altres directius i membres del Comitè Executiu que dirigiran la IEA durant els tres anys següents.

### Comitè Executiu
El Comitè Executiu està compost per 15 membres i 3 consellers. S'encarrega de prendre decisions en línia amb les polítiques aprovades pel Consell, tria els temes de les conferències especialitzades i altres projectes i nomena un director de programa per a cadascun d'aquests projectes que s'encarrega de fer un seguiment del mateix. La pràctica general és sol·licitar el suport d'un economista destacat en la matèria qui, al costat d'altres membres del comitè triats per ell i prèvia consulta amb els directius i membres del Comitè Executiu de la IEA, realitza la planificació científica del programa i és responsable de la posterior publicació. El Comitè Executiu és consultat pel President sempre que s'ha de prendre una decisió referent al funcionament de l'Associació.

## Presidents
- Joseph Schumpeter (1950)
- Gottfried Haberler (1950–1953)
- Howard S. Ellis (1953–1956)
- Erik Lindahl (1956–1959)
- E.A.G. Robinson (1959–1962)
- G. Ugo Papi (1962–1965)
- Paul A. Samuelson (1965–1968)
- Erik Lundberg (1968–1971)
- Fritz Machlup (1971–1974)
- Edmond Malinvaud (1974–1977)
- Shigeto Tsuru (1977–1980)
- Victor L. Urquidi (1980–1983)
- Kenneth Arrow (1983–1986)
- Amartya Sen (1986–1989)
- Anthony B. Atkinson (1989–1992)
- Michael Bruno (1992–1995)
- Jacques Drèze (1995–1999)
- Robert M. Solow (1999–2002)
- János Kornai (2002–2005)
- Guillermo Calvo (2005–2008)
- Masahiko Aoki (2008–2011)
- Joseph E. Stiglitz (2011–2014)
- Tim Besley (2014-)

## Condició de membre
La IEA és una federació d'associacions acadèmiques nacionals o comitès que representen economistes de cada país. No existeix una condició de membre individual. Actualment la IEA compta amb 68 membres, entre els quals s'inclouen 13 membres associats. Tanmateix, això no vol dir que els economistes de països que no estan representats per una associació membre no participin en el treball i esdeveniments de la IEA. En la implementació individual de cada projecte, es compta amb les persones o institucions que es consideren millor qualificades per realitzar una contribució seriosa en l'estudi de l'objecte triat, independentment de la seva nacionalitat o localització geogràfica.

## Activitats
S'han realitzat conferències regionals en diverses parts del món per estudiar problemes particulars a les diferents regions. Conferències “Est-Oest” han suposat una oportunitat per reunir als economistes d'Europa oriental i occidental i discutir problemes d'interès comú.
S'ha prestat especial atenció a problemes que afecten a països en vies de desenvolupament i per a això s'han dedicat conferències completes o seccions de conferències o congressos a aquests problemes. En aquests casos s'han realitzat grans esforços i s'ha comptat amb el suport financer de la UNESCO, el Banc Mundial, la Comissió Europea i d'altres organitzacions internacionals que ha facilitat la participació d'economistes procedents d'aquests països.